# Berta Zuckerkandl
Berta Zuckerkandl (Wenen, 13 april 1864 – Parijs, 16 oktober 1945) was een Oostenrijkse schrijver, journalist, kunstcriticus en salonnière. 
Bertha Szeps was de dochter van de Joodse krantenuitgever Moritz Szeps; ze groeide op in Wenen. Ze trouwde met de Hongaarse hoogleraar Emil Zuckerkandl.
Zuckerkandl was vanaf het einde van de negentiende eeuw tot aan 1938 de gastvrouw van een belangrijke literaire salon in Wenen. Deze werd oorspronkelijk gehouden in een villa in Döbling; later ontmoetten de gasten elkaar in de Oppolzergasse, vlak bij het Burgtheater. Veel Weense kunstenaars en andere persoonlijkheden als Auguste Rodin, Gustav Klimt, Gustav Mahler, Hugo von Hofmannsthal, Max Reinhardt, Arthur Schnitzler, Stefan Zweig, Egon Friedell waren vaste bezoekers van Zuckerkandls salon. Zuckerkandls zus, Sophie (1862–1937), trouwde met Paul Clemenceau, de broer van de Franse president Georges Clemenceau; via deze relatie had ze ook goede banden met de Parijse kunstenaarskringen. Zuckerkandl vertaalde veel toneelstukken van het Frans naar het Duits; daarnaast was ze een van de oprichters van het muziekfestival van Salzburg. 
In 1938 emigreerde ze; ze vertrok eerst naar Parijs en later naar Algiers. In 1945 keerde ze terug naar Parijs en ze overleed daar datzelfde jaar. Zuckerkandl werd begraven op de begraafplaats Père Lachaise in Parijs. 